# Лаасала, Ярно
Ярно Пекка Лаасала (фин. Jarno Pekka Laasala; 19 сентября 1979, Сейняйоки, Финляндия) — финский шоумен, основатель и участник The Dudesons, а также CEO компании Rabbit Films по совместительству.
В составе The Dudesons реже остальных выполняет опасные трюки, так как обычно находится по ту сторону камеры, и лично монтирует большую часть видео с каким-либо участием Dudesons.
В детстве являлся чемпионом Финляндии по Super Mario Bros (Nintendo).
В 2002-м году получил степень магистра в области электроники в университете Сейняйоки. Живёт в Хельсинки (Финляндия) и Голливуде (США, Калифорния).

## Фильмография

### Телевидение
- Мировой тур (Finnish, 2001—2003)
- Duudsoni Elämää (Finnish, 2004)
- The Dudesons (2006-)
- Piilokamerapäälliköt (Finnish, 2008)
- The Dudesons in America (2010)

### Кино
- The Dudesons Movie